# Distretto di Oulu
Il distretto di Oulu è un distretto della Finlandia. Si trova nella ex provincia di Oulu e fa parte della regione del Ostrobotnia Settentrionale. Conta dieci comuni e il numero di classificazione LAU 1 (NUTS 4) è 171.
Il 31 maggio 2011, la popolazione del distretto era di 227.149 abitanti e l'area di 4.778 km², con quindi una densità di 47,54 ab./km².

## Entità
- Hailuoto (Comune)
- Haukipudas (Comune)
- Kempele (Comune)
- Kiiminki (Comune)
- Liminka (Comune)
- Lumijoki (Comune)
- Muhos (Comune)
- Oulu (Città)
- Oulunsalo (Comune)
- Tyrnävä (Comune)